# Justice League (tv-serie)
Justice League  er en tegnefilmsserie om superheltegruppen af samme navn, hvor alle de kendte tegneseriehelte fra DC Comics, som blandt andre Green Lantern, The Flash, Batman, Superman, Wonder Woman, Arrow, Nightwing bedre kendt som 
Robin, Batmans medhjælper, Aquaman og Cyborg sammen kæmper mod det onde. Serien kørte på Cartoon Network.

## Stemmer
| Dansk            | Engelsk              | Rolle                          |
| ---------------- | -------------------- | ------------------------------ |
| Lars Thiesgaard  | George Newbern       | Kal El / Clark Kent / Superman |
| Peter Aude       | Kevin Conroy         | Bruce Wayne / Batman           |
| Jette Sievertsen | Susan Eisenberg      | Diana / Mirakelkvinden         |
| Mathias Klenske  | Michael Rosenbaum    | Barry Allen / Lynet            |
| Torben Sekov     | Phil LaMarr          | John Stewart / Grønne Lygte    |
| Peter Zhelder    | Carl Lumbly          | J'onn J'onzz / Marsmanden      |
| Annette Heick    | Maria Canals Barrera | Shayera Hol / Falkepigen       |

### Medvirkende
| Dansk                   | Engelsk                  | Rolle                    |
| ----------------------- | ------------------------ | ------------------------ |
| Esper Hagen             | Efrem Zimbalist Jr.      | Alfred Pennyworth        |
| Nis Bank-Mikkelsen      | Efrem Zimbalist, Jr.     | Alfred Pennyworth        |
| Peter Røschke           | Robert Picardo           | Amazo                    |
| Pauline Rehné           | Maggie Wheeler           | Antiope                  |
| Lasse Lunderskov        | Scott Rummell            | Aquaman                  |
| Puk Scharbau            | Julie Bowen              | Aresia                   |
| Nis Bank-Mikkelsen      | Brian Doyle-Murray       | Artie Bauman             |
| Lars Thiesgaard         | Corey Burton             | Brainiac                 |
| Peter Aude              | Donal Gibson             | Captain Boomerang        |
| Vibeke Dueholm          | Sheryl Lee Ralph         | Cheetah                  |
| Nis Bank-Mikkelsen      | Michael Ironside         | Darkseid                 |
| Christian Damsgaard     | Michael Rosenbaum        | Deadshot                 |
| Mathias Klenske         | Michael Rosenbaum        | Deadshot                 |
| Lasse Lunderskov        | Keith David              | Despero                  |
| Dennis Otto Hansen      | Rene Auberjonois         | Desaad                   |
| Christian Damsgaard     | William Atherton         | Doctor Destiny           |
| Lasse Lunderskov        | Michael Jai White        | Doomsday                 |
| Jens Jacob Tychsen      | Oded Fehr                | Dr. Fate                 |
| Vibeke Dueholm          | Virginia Madsen          | Dr. Sarah Corwin         |
| Ann Hjort               | Dorie Barton             | Dronning Audrey          |
| Lasse Lunderskov        | Bruce McGill             | Eclipso                  |
| Peter Røschke           | Dave Thomas              | Ernst                    |
| Lasse Lunderskov        | Michael T. Weiss         | Etrigan                  |
| Jens Jacob Tychsen      | Robert Englund           | Felix Faust              |
| Christian Damsgaard     | Larry Drake              | General Vox              |
| Peter Zhelder           | Kevin Michael Richardson | General Wells            |
| Puk Scharbau            | Jennifer Hale            | Giganta                  |
| Peter Zhelder           | Enrico Colantoni         | Glorious Gordon Godfrey  |
| Lars Thiesgaard         | Powers Boothe            | Gorilla Grodd            |
| Lasse Lunderskov        | John Rhys-Davies         | Hades                    |
| Pauline Rehné           | Arleen Sorkin            | Harley Quinn             |
| Christian Damsgaard     | Dave Thomas              | Harv Hickman             |
| Vibeke Dueholm          | Susan Sullivan           | Hippolyta                |
| Mads M. Nielsen         | Victor Rivers            | Hro Talak                |
| Lasse Lunderskov        | Mitchell Ryan            | Højfader                 |
| Mads M. Nielsen         | Rob Zombie               | Ichthultu                |
| Peter Røschke           | Mark Rolston             | Ildflue                  |
| Pauline Rehné           | Jennifer Hale            | Inza                     |
| Jens Jacob Tychsen      | Gary Cole                | J. Alien Carter          |
| Lasse Lunderskov        | Michael T. Weiss         | Jason Blood              |
| Lasse Lunderskov        | Richard Moll             | Java                     |
| Mathias Klenske         | David Kaufman            | Jimmy Olsen              |
| Christian Damsgaard     | William Atherton         | John Dee                 |
| Lars Thiesgaard         | Mark Hamill              | Jokeren                  |
| Lasse Lunderskov        | Mike Farrell             | Jonathan Kent            |
| Lasse Lunderskov        | Michael Dorn             | Kalibak                  |
| Vibeke Dueholm          | Kim Mai Guest            | Katma Tui                |
| Pauline Rehné           | Jennifer Hale            | Killer Frost             |
| Mads M. Nielsen         | Dennis Haysbert          | Kilowog                  |
| Lasse Lunderskov        | Alfred Molina            | King Gustav              |
| Vibeke Dueholm          | Jennifer Hale            | King Gustavs Chambermaid |
| Christian Damsgaard     | Greg Cipes               | Knægt                    |
| Christian Damsgaard     | Jose Yenque              | Kobramand                |
| Lasse Lunderskov        | Scott Menville           | Konge                    |
| Lasse Lunderskov        | Hector Elizondo          | Kragger                  |
| Esper Hagen             | Ron Perlman              | Leransigt                |
| Nis Bank-Mikkelsen      | Clancy Brown             | Lex Luthor               |
| Mathias Klenske         | Rob Paulsen              | Lightray                 |
| Michelle Bjørn-Andersen | Maria Canals-Barrera     | Livewire                 |
| Lasse Lunderskov        | Brad Garrett             | Lobo                     |
| Michelle Bjørn-Andersen | Dana Delany              | Lois Lane                |
| Lasse Lunderskov        | Nicholas Guest           | Luminous                 |
| Pauline Rehné           | Shelley Fabares          | Martha Kent              |
| Vibeke Dueholm          | Kristin Bauer            | Mera                     |
| Vibeke Dueholm          | Lisa Edelstein           | Mercy Graves             |
| Nis Bank-Mikkelsen      | William Morgan Sheppard  | Merlin                   |
| Jens Jacob Tychsen      | Corey Burton             | Metallo                  |
| Jens Jacob Tychsen      | Tom Sizemore             | Metamorpho               |
| Lasse Lunderskov        | Eric Roberts             | Mongul                   |
| Puk Scharbau            | Soren Fulton             | Mordred                  |
| Ann Hjort               | Olivia d'Abo             | Morgaine Le Fey          |
| Christian Damsgaard     |                          | Morgan Edge              |
| Nis Bank-Mikkelsen      | Tracy Walter             | Morphir                  |
| Vibeke Dueholm          | Pam Grier                | My 'Ria' H               |
| Jens Jacob Tychsen      | Richard Green            | Orm                      |
| Pauline Rehné           | Elizabeth Peña           | Paran Dul                |
| Lasse Lunderskov        | Brian George             | Parasite                 |
| Michelle Bjørn-Andersen | Fairuza Balk             | Penny Dee                |
| Pauline Rehné           | Julianne Grossman        | Phillipus                |
| Vibeke Dueholm          | Julianne Grossman        | Phillipus                |
| Pauline Rehné           | Diane Pershing           | Poison Ivy               |
| Christian Damsgaard     | Carlos Ferro             | Radocko                  |
| Mathias Klenske         | Neil Patrick Harris      | Ray Thompson             |
| Jens Jacob Tychsen      | Tom Sizemore             | Rex Mason                |
| Dennis Otto Hansen      |                          | Rick                     |
| Vibeke Dueholm          | Danica McKellar          | Safir Stagg              |
| Pauline Rehné           | Olivia d'Abo             | Safira                   |
| Michelle Bjørn-Andersen | Tara Strong              | Sera                     |
| Christian Damsgaard     | Pepe Serna               | Shifflet                 |
| Nis Bank-Mikkelsen      | Earl Boen                | Simon Stagg              |
| Peter Zhelder           | Ted Levine               | Sinestro                 |
| Peter Røschke           | Corey Burton             | Skafferen                |
| Mads M. Nielsen         | Stephen McHattie         | Skyggen                  |
| Mathias Klenske         | Jason Marsden            | Snapper Carr             |
| Lasse Lunderskov        | Mark Hamill              | Solomon Grundy           |
| Lasse Lunderskov        | David Ogden Stiers       | Solovar                  |
| Lasse Lunderskov        | Corey Burton             | Steppeulv                |
| Christian Damsgaard     | Patrick Duffy            | Steve Trevor             |
| Mads M. Nielsen         | Khary Payton             | Ti                       |
| Mathias Klenske         | Corey Burton             | Toyman                   |
| Ann Hjort               | Karen Maruyama           | Tsukuri                  |
| Christian Damsgaard     | Ian Buchanan             | Ultra Humanite           |
| Jens Jacob Tychsen      | Ian Buchanan             | Ultra Humanite           |
| Jens Jacob Tychsen      | Phil Morris              | Vandal Savage            |
| Mads M. Nielsen         | Phil Morris              | Vandal Savage            |
| Vibeke Dueholm          | Peri Gilpin              | Volcana                  |
| Lasse Lunderskov        | Corey Burton             | Weather Wizard           |

| Fjernsyn | Spire Denne artikel om et tv-program er en spire som bør udbygges. Du er velkommen til at hjælpe Wikipedia ved at udvide den. |